# Белоочкови
Белоочкови (Zosteropidae), наричани също Белоочици, са семейство птици от разред Врабчоподобни (Passeriformes).
Включва 14 рода със 139 вида, разпространени в Африка, южна и източна Азия и Австралазия. Повечето видове са ендемични за определени острови или островни групи, макар че някои имат широки ареали. Много от видовете имат характерни бели кръгове около очите, откъдето идва и името на семейството.

## Родове
Семейство Zosteropidae – Белоочкови
- Род Apalopteron
- Род Cleptornis
- Род Dasycrotapha
- Род Heleia
- Род Lophozosterops
- Род Megazosterops
- Род Oculocincta
- Род Rukia
- Род Sterrhoptilus
- Род Tephrozosterops
- Род Woodfordia
- Род Yuhina
- Род Zosterops – белоочки
- Род Zosterornis